# Vincent King
Œuvres principales
- Candy Man

Vincent King, de son vrai nom Rex Thomas Vinson, né le 22 octobre 1935 à Falmouth en Angleterre et mort en mai 2000 à Camborne-Redruth en Angleterre, est un professeur de lettres, artiste et auteur de romans de science-fiction dans les années 1960 et 1970. Son roman le plus connu est Candy Man, publié en 1971. 

## Œuvres

### Romans
- (en) Light a Last Candle, 1969
- (en) Candy Man, 1971
- (en) Another End, 1971
- (en) Time Snake and Superclown, 1976

### Nouvelles
- (en) Defense Mechanism, 1966
- (en) The Wall to End the World, 1967
- (en) Testament, 1968
- (en) The Eternity Game, 1969
- (en) Report from Linelos, 1969
- (en) The Discontent Contingency, 1971